# Escobaria deserti
Escobaria deserti là một loài thực vật có hoa trong họ Cactaceae. Loài này được (Engelm.) Buxb. mô tả khoa học đầu tiên năm 1951.

## Hình ảnh

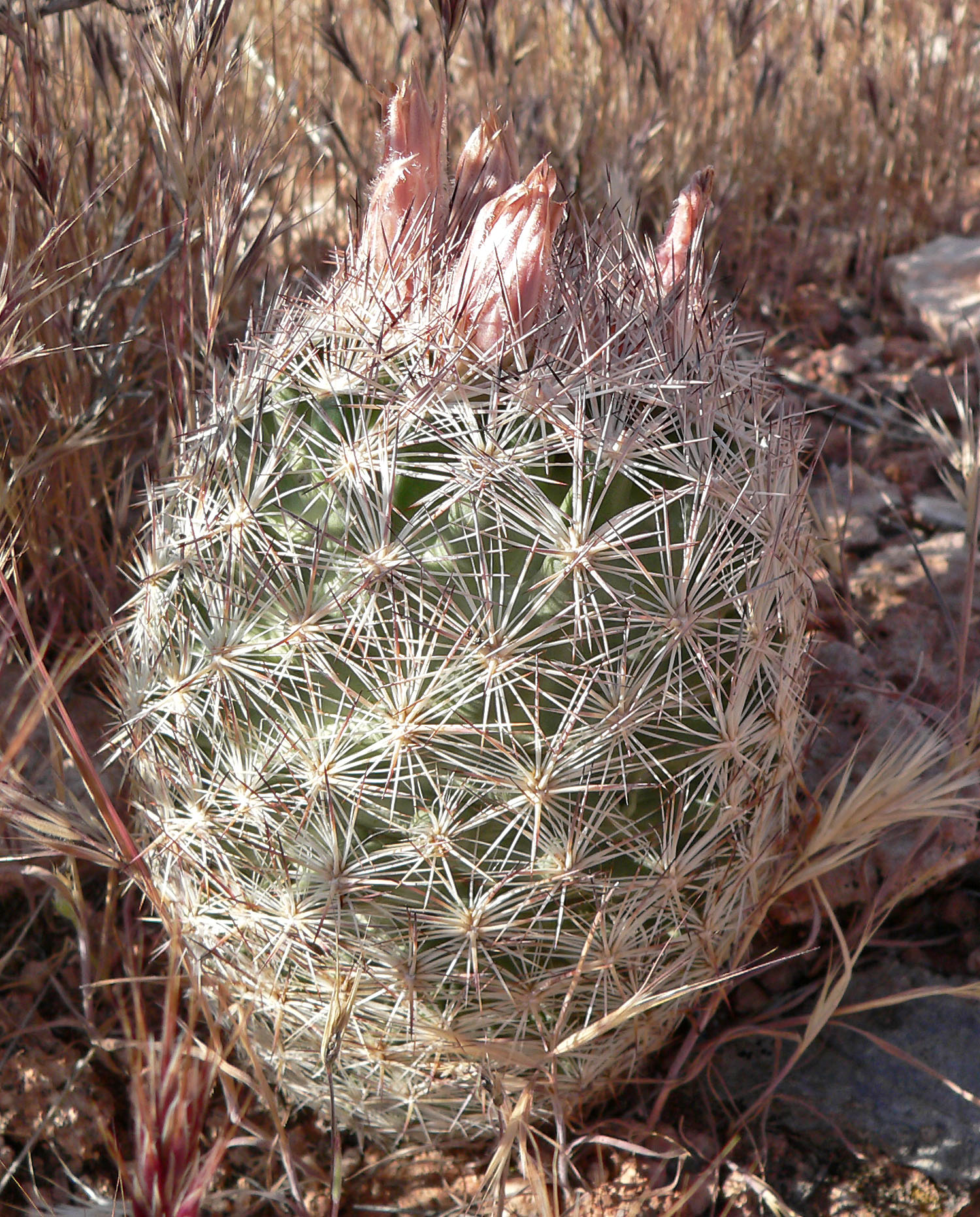
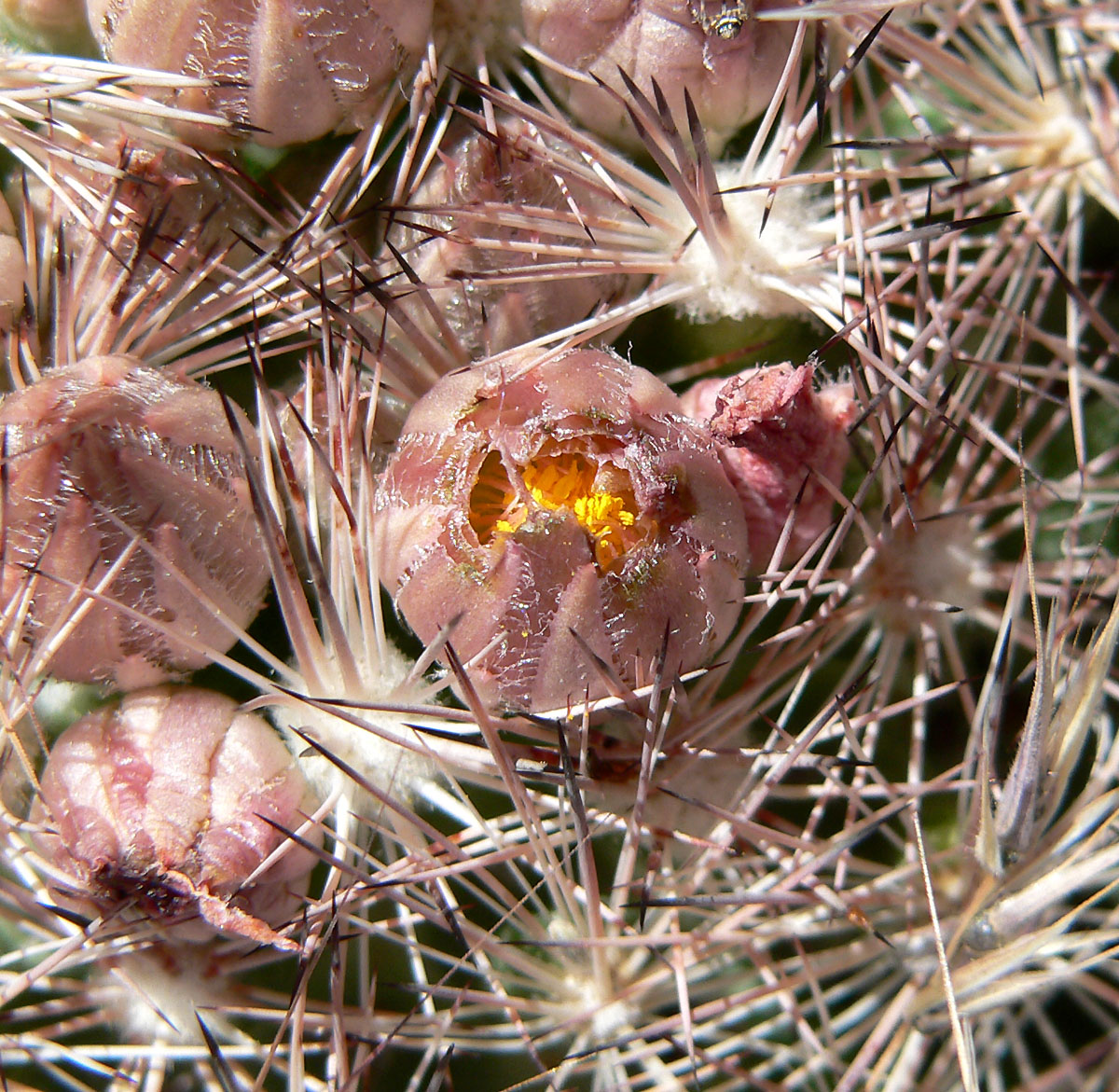
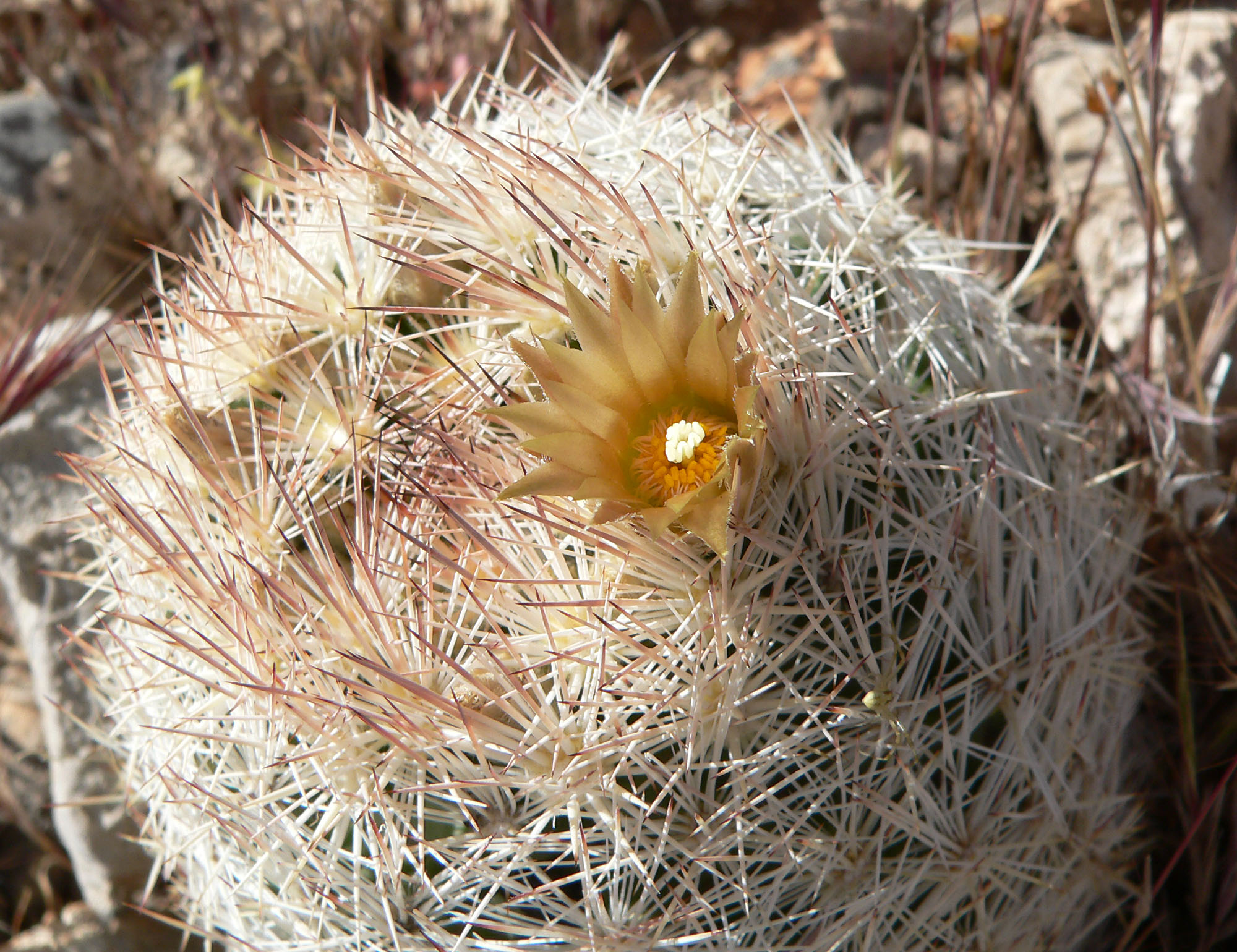
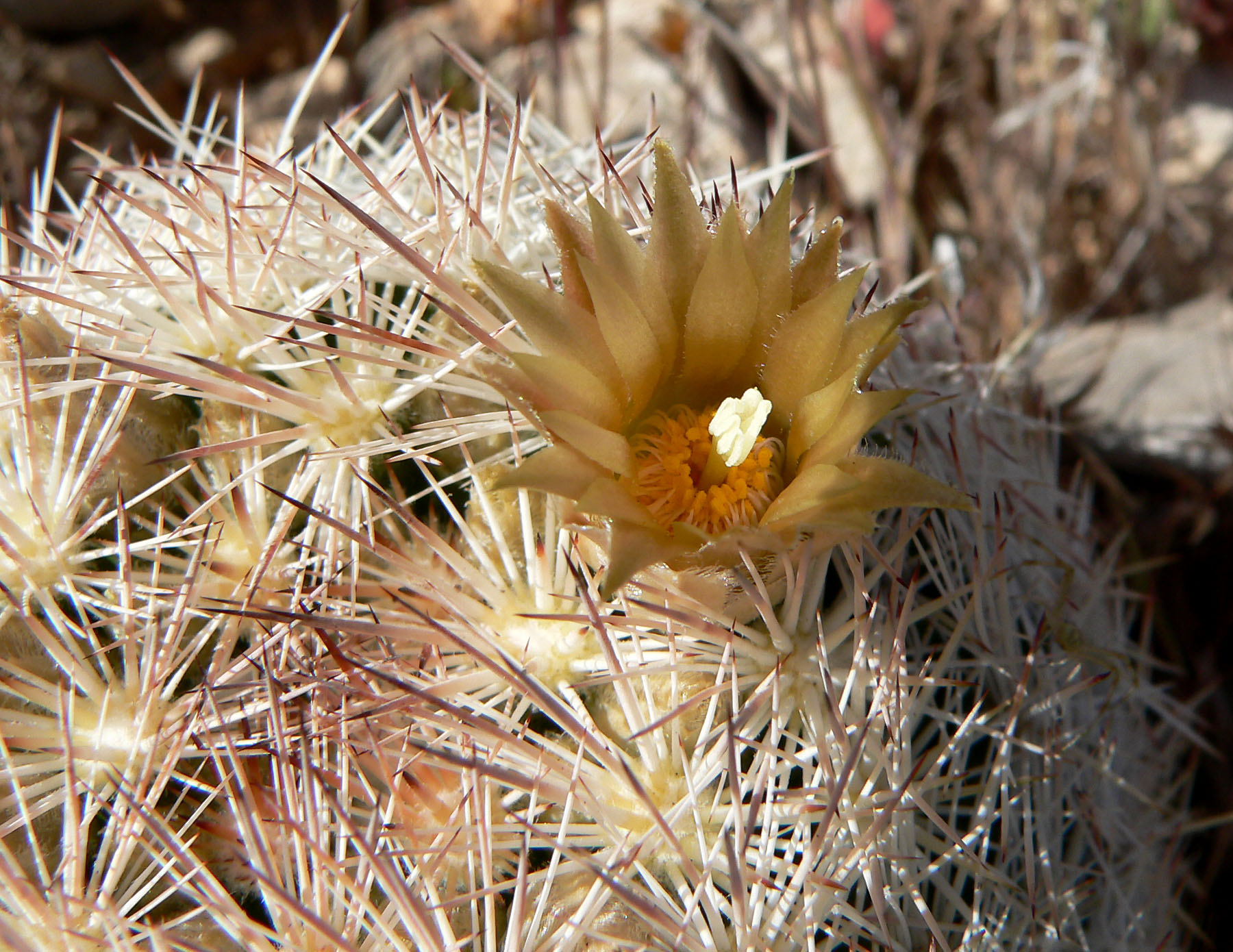